# Едвардсвілл (Іллінойс)
Едвардсвілл (англ. Edwardsville) — місто (англ. city) в США, в окрузі Медісон штату Іллінойс. Населення — 26 808 осіб (2020).

## Географія
Едвардсвілл розташований за координатами 38°47′27″ пн. ш. 89°59′19″ зх. д. / 38.79083° пн. ш. 89.98861° зх. д. (38.790835, -89.988605).  За даними Бюро перепису населення США в 2010 році місто мало площу 52,24 км², з яких 50,67 км² — суходіл та 1,57 км² — водойми.

## Демографія
Згідно з переписом 2010 року, у місті мешкали 24 293 особи в 9158 домогосподарствах у складі 5531 родини. Густота населення становила 465 осіб/км².  Було 9703 помешкання (186/км²).
Расовий склад населення:
| - 86,7 % — білих - 8,3 % — чорних або афроамериканців - 2,4 % — азіатів - 0,2 % — корінних американців - 0,1 % — вихідців з тихоокеанських островів |

До двох чи більше рас належало 1,9 %. Частка іспаномовних становила 1,9 % від усіх жителів.
За віковим діапазоном населення розподілялося таким чином: 20,6 % — особи молодші 18 років, 68,8 % — особи у віці 18—64 років, 10,6 % — особи у віці 65 років та старші. Медіана віку мешканця становила 30,6 року. На 100 осіб жіночої статі у місті припадало 93,9 чоловіків;  на 100 жінок у віці від 18 років та старших — 90,7 чоловіків також старших 18 років.
Середній дохід на одне домашнє господарство  становив 95 485 доларів США (медіана — 71 057), а середній дохід на одну сім'ю — 113 739 доларів (медіана — 93 054). Медіана доходів становила 61 162 долари для чоловіків та 45 611 долар для жінок. За межею бідності перебувало 12,4 % осіб, у тому числі 6,4 % дітей у віці до 18 років та 4,7 % осіб у віці 65 років та старших.
Цивільне працевлаштоване населення становило 12 324 особи. Основні галузі зайнятості: освіта, охорона здоров'я та соціальна допомога — 26,6 %, мистецтво, розваги та відпочинок — 14,7 %, науковці, спеціалісти, менеджери — 11,3 %, роздрібна торгівля — 11,0 %.